# Nätterhövden
Nätterhövden är en sjö i Emmaboda kommun, Karlskrona kommun och Ronneby kommun i Småland och ingår i Nättrabyåns huvudavrinningsområde. Sjön är 4,3 meter djup, har en yta på 1,93 kvadratkilometer och befinner sig 104,1 meter över havet. Vid provfiske har bland annat abborre, braxen, gädda och löja fångats i sjön.

## Geografi
Nätterhövden delas i söder av Guttaspetsen och i norr av Ebbaspetsen. Den delen av sjön som ligger i öster kallas Lillsjön och den västra delen för Nätterhövden.
Nätterhövden är en egen vattenväg - Nätterhövden - Nätterhövden är närmast förbunden med Sidlången på den sydöstra sidan och med Flaken i nordvästra delen.

## Öar
I Nätterhövden ligger det ungefär sex öar och på dessa finns småskogar.

## Omgivning
Nätterhövden ligger på gränsen mellan landskapen: Blekinge och Småland. Dess sydvästra del tillhör Blekinge medan resten av sjön tillhör Småland.

## Delavrinningsområde
Nätterhövden ingår i delavrinningsområde (626545-147880) som SMHI kallar för Utloppet av Nätterhövden. Medelhöjden är 125 meter över havet och ytan är 24,83 kvadratkilometer. Räknas de 5 avrinningsområdena uppströms in blir den ackumulerade arean 62,44 kvadratkilometer. Vattendraget som avvattnar avrinningsområdet har biflödesordning 2, vilket innebär att vattnet flödar genom totalt 2 vattendrag innan det når havet efter 39 kilometer. Avrinningsområdet består mestadels av skog (63 procent) och öppen mark (13 procent). Avrinningsområdet har 2,6 kvadratkilometer vattenytor vilket ger det en sjöprocent på 10,5 procent.

## Fisk
Vid provfiske har följande fisk fångats i sjön:
- Abborre
- Braxen
- Gädda
- Löja
- Mört
- Sarv
- Sutare